# プライヴェート・アイダホ
「プライヴェート・アイダホ」（Private Idaho）は、The B-52'sが1980年に発表した楽曲。

## 概要
フレッド・シュナイダーは私立探偵を意味する「Private eye」から "Private Idaho" という言葉を思い付き、その後メンバー5人によって詞曲ともに書かれた。なぜアイダホなのか？ アイダホ州ボイシの日刊紙「The Idaho Statesman」のインタビューにシュナイダーはこう答えた。
レコーディングは再びバハマのナッソーで行われた。レット・デイヴィスがプロデューサーとエンジニアを務めた。
1980年8月27日発売のセカンド・アルバム『Wild Planet』に収録され、9月にシングルカットされた。B面は「月影のパーティ（Party Out of Bounds）」のインストゥルメンタル・バージョン。
ビルボード・Hot 100では74位、ホット・ダンス・クラブ・プレイ・チャートでは5位を記録した。オーストラリアでは3位を記録した。
1981年7月発売のリミックス・アルバム『Party Mix!』にリミックス・バージョンが収録された。
映画監督のガス・ヴァン・サントは1980年代の初めにアイダホ州を訪れたときたまたま「プライヴェート・アイダホ」を聴き、のちに自身の映画のタイトル（「My Own Private Idaho」。邦題は『マイ・プライベート・アイダホ』）に使った。